# Biskupice (powiat dąbrowski)
Biskupice – wieś w Polsce położona w województwie małopolskim, w powiecie dąbrowskim, w gminie Gręboszów.
Były wsią biskupów krakowskich w województwie sandomierskim w 1629 roku. W latach 1975–1998 miejscowość należała administracyjnie do województwa tarnowskiego.